# Cavia's
Cavia's (Cavia) of Guinese biggetjes zijn een geslacht van de Zuid-Amerikaanse knaagdieren uit de familie Caviidae. Ze worden in bepaalde Zuid-Amerikaanse landen als voedseldier gefokt. In de meeste andere landen zijn ze tamelijk populaire, makkelijk te houden huisdieren.

## Naam
De naam 'Guinees biggetje' die ook nog in het Engelse guinea pig te herkennen is, is misleidend. Cavia's zijn niet verwant aan varkens en komen uit Zuid-Amerika terwijl Guinea in Afrika ligt. De naam 'cavia' komt uit het Latijn, en is ook nog steeds modern-Latijnse wetenschappelijke naam voor dit genus van diersoorten. Ook in de namen van de bovenliggende familie 'caviinae' (echte cavia's) en van de daarboven liggende familie 'caviidae' (cavia-achtigen) komt het woord terug. Het woord 'cavia' zou afkomstig kunnen zijn van 'cavum', het Latijnse woord voor een hol of holte. Veel caviasoorten leven in het wild immers in holen. Het woord 'cabiai' wordt gebruikt in het Galibi; een taal van de Karaïbische volken in het noorden van Zuid-Amerika.
Overigens komt de associatie met varkens ook nog terug in de wetenschappelijke naam voor de huiscavia, Cavia porcellus. Porcellus is Latijn voor 'klein varkentje' (het Latijnse woord voor 'varken' is porcus).
Via Nederland is de cavia in Indonesië terecht gekomen. Daar noemt men een cavia een tikus Belanda wat 'Nederlandse muis' betekent. Ook wordt soms de term marmut gebruikt. Ook dit heeft een link met Nederland. Vroeger, en door sommige mensen nog steeds, wordt een cavia namelijk wel misleidend een marmot genoemd, terwijl dat een andere, niet nauw aan de cavia verwante diersoort is.

## Leefwijze
Cavia's eten groenvoer, fruit en zaden, maar voornamelijk gras, hooi en paardenbloemen. Een van de opvallendste kenmerken van cavia's die van belang zijn voor hun verzorging, is dat ze net als mensen en de meeste apen door een defect aan het gulonolactone oxidase-gen (GULO-gen) zelf geen  vitamine C kunnen aanmaken en dat uit het voedsel moeten krijgen. Hierin wijken ze sterk af van de andere dieren, die hun vitamine C redelijk (bijvoorbeeld: katten en honden) tot zeer goed (onder andere: geiten en leeuwen) zelf kunnen maken uit hun bloedsuiker.

## Soorten cavia's
De bekendste soort is de huiscavia (Cavia porcellus), die waarschijnlijk zo'n 3000 jaar geleden door de Inca's is gedomesticeerd. Waarschijnlijk zijn Cavia aperea, Cavia fulgida en Cavia tschudii de naaste verwanten van de huiscavia. Sommige onderzoekers vinden de verschillen tussen deze soorten zo gering dat ze ze onder één soort schikken. Het gezaghebbende Smithsonian Institution in Washington noemt op zijn officiële lijst van zoogdieren dan ook maar vijf soorten onder het geslacht Cavia. 

## Soorten
Het geslacht Cavia omvat zeven soorten, namelijk:
- Cavia aperea Erxleben, 1777 – Braziliaanse cavia
- Cavia fulgida Wagler, 1831 – Amazonecavia
- Cavia intermedia Cherem, Olimpio, & Ximénez, 1999
- Cavia magna Ximénez, 1980
- Cavia patzelti Schliemann, 1982
- Cavia porcellus (Linnaeus, 1758) – Huiscavia
- Cavia tschudii Fitzinger, 1867 – Tschudicavia